# Me atrevo a amarte
Me atrevo a amarte es una telenovela mexicana producida por Salvador Mejía para TelevisaUnivision. La telenovela está basada en la serie de televisión turca de 2007 creada por Şebnem Çıtak y Gül Dirican, Asi, siendo desarrollada por Katia Rodríguez Estrada y Domenica Tarello. Se estrenó a través de Las Estrellas el 24 de febrero de 2025 en sustitución de Amor amargo, y finalizó el 22 de junio del mismo año siendo reemplazado por Regalo de amor.
Está protagonizada por Kimberly Dos Ramos y Rodrigo Guirao, junto con Marlene Favela, Horacio Pancheri, Jackie Sauza, Marco Uriel, Jorge Gallegos y Salvador Pineda en los roles antagónicos.

## Reparto

### Principales
- Kimberly Dos Ramos como Victoria Pérez-Soler Paz
- Rodrigo Guirao como Alejandro Sánchez-Guerra Méndez
- Marlene Favela como Déborah Méndez vda. de Monteiro
- Karyme Lozano como Diana Paz Aguilar
- Horacio Pancheri como Alito Buitron
- Mariluz Bermúdez como Marisol Pérez-Soler Paz
- Christian de la Campa como Ángel Monteiro
- Jackie Sauza como Lucrecia Monteiro
- César Évora como Valente Pérez-Soler / Fernando Pérez-Soler
  - Mark Tacher interpretó a Valente de joven
- Rocío de Santiago como Paloma Pérez-Soler Paz
- Regina Villaverde como Mía Pérez-Soler Paz
- Paty Díaz como Carmen García
- Juan Pablo Gil como Gabino Mendoza García / Gabino Pérez Soler
- Ignacio Guadalupe como Delfino Mendoza
- Mauricio Aspe como el Padre Juan Diego
- Marco Uriel como Efrain Maldonado
- Adriana Parra como Evelia Romero
- Arturo Lorca como Dr. Lorca
- Jorge Gallegos como Facundo Maldonado
- Vanessa de la Sotta como Ximena
- Fernando Manzano como Severino
- Víctor Hugo Villanueva como Juan Mendoza García
- Arantza Ruiz como Ambar Sánchez-Guerra Méndez
- Elaine Haro como Elisa Maldonado
- Sergio Madrigal como David Larios
- Naomi Hernández como Hilda Jiménez
- Emilio Palacios como DJ Max
- Mariano Soria como Jesús "Chuy"
- Salvador Pineda como Dionisio Paz Chavarria[6]

### Recurrentes e invitados especiales
- Danna García como Olivia Aguilar de Paz
- Luis Bayardo como Francisco "Panchito"
- Sergio Kleiner como Luis
- Rebeca Manríquez como Estrella
- Lisset como Crisanta Méndez de Sánchez-Guerra
- Roberto Tello como Prieto
- Mimi Morales como Nidia Olmos
- Francisco Rubio como Ventarrón[7]

## Producción
El 25 de octubre de 2024 se anunció Me atrevo a amarte como título de la próxima telenovela de Salvador Mejía. El 5 de noviembre de 2024, Marlene Favela fue anunciada como la antagonista de la telenovela. Una semana después, Kimberly Dos Ramos y Rodrigo Guirao fueron confirmados en los papeles principales. Durante el resto del mes, Mejía anunció en sus redes sociales otros nombres del elenco como Horacio Pancheri, Mariluz Bermúdez, Christian de la Campa, Karyme Lozano y César Évora. El 25 de noviembre de 2024, Danna García fue contratada como invitada. El rodaje de la telenovela comenzó el 3 de diciembre de 2024.

## Audiencia
| Temporada | Horario (CT)                     | Episodios | Primera emisión       | Primera emisión      | Última emisión      | Última emisión       | Prom. de espectadores (millones) |
| Temporada | Horario (CT)                     | Episodios | Fecha                 | Audiencia (millones) | Fecha               | Audiencia (millones) | Prom. de espectadores (millones) |
| --------- | -------------------------------- | --------- | --------------------- | -------------------- | ------------------- | -------------------- | -------------------------------- |
| 1         | Lunes a viernes 18:30 - 19:30 h. | ―         | 24 de febrero de 2025 | 4.68                 | 22 de junio de 2025 | ―                    | ―                                |